# Anna Neplyakh
Anna Neplyakh (ucraniano: Анна Неплях; Dnipro, 5 de junho de 1994) é uma modelo ucraniana, vencedora do concurso Miss Universo Ucrânia 2021. Anteriormente, ela foi a vencedora do Miss Intercontinental Ucrânia em 2017.

## Biografia
Neplyakh nasceu em 5 de junho de 1994 e foi criado no Dnipro. Ela estudou gestão de terras e cadastro na Universidade Nacional de Construção e Arquitetura de Kiev, em Kiev. Ela apareceu na 10ª temporada da versão ucraniana de The Bachelor, que foi ao ar em 2020.

## Concurso de beleza
Neplyakh foi o vencedor do Miss Intercontinental Ucrânia 2017 e representou a Ucrânia no Miss Intercontinental 2017 no Sunrise Resorts and Cruises em Hurghada, Egito, e competiu contra 65 outros candidatos. Ela não chegou às semifinais. Em 15 de outubro de 2021, Neplyakh competiu contra 14 outras finalistas no Miss Universo Ucrânia 2021 no Fairmont Grand Hotel Kyiv em Kiev, mas ela não se classificou nas semifinais. Como Miss Universo Ucrânia, Neplyakh representou a Ucrânia no concurso Miss Universo 2021 em Eilat, Israel.